# 秋武裕介
秋武 裕介（あきたけ ゆうすけ、1987年3月23日 - ）は、日本の映画監督・TVCM監督・カメラマン・エディター・映像講師。
代表作品に短編映画『アナログ・タイムス』『ウルトラマンアーク』など。

## 人物
- 大阪府出身。
- 自ら撮影するスタイルで数々の作品を手掛け、TVCMにおいてもほとんどの場合、監督・撮影を兼任する。
- 都立高校にて、映像作品づくりや写真撮影についての授業を臨時講師として行う。

## 映画
- 短編映画『アナログ・タイムス』（2019年/未来映画社）脚本・撮影・編集・監督  第５回 あわら湯けむり映画祭 グランプリ・福井鋲螺賞ダブル受賞[3] 第１回 神戸インディペンデント映画祭 観客賞 受賞[4]
- 短編映画『法華戦隊ミョウレンジャー』（2020年/弁天プロ）撮影・編集・VFX・監督[5]
- リモートSF映画『2035年の挑戦』（2020年）脚本・撮影・編集・監督　白黒版／カラー版（2021年）
- 短編映画『砂城楼子のつまらないお仕事』（2021年）撮影・照明・編集・監督[6]
- 超短編映画『2021年、夏』（2021年）脚本・撮影・照明・録音・編集・監督[7]
- 自撮り映画『未来からの使者』（2022年）主演・脚本・撮影・照明・編集・録音・VFX・監督
- 短編映画『彼女はいつもコーヒーをのまない』（2022年/弁天プロ）Osaka 48hfp 参加作品／脚本・撮影・照明・編集・監督
- 短編映画 『多重露光』（2023年/弁天プロ）Osaka 48hfp 参加作品／脚本・撮影・照明・編集・監督 Osaka 48hfp 振付賞・審査員特別賞 受賞
- 恋愛映画『あい惚れ うぬ惚れ かた惚れ おか惚れ』（2024年/弁天プロ）撮影・照明・編集・監督
- 超短編映画『ながれぼし』（2024年）脚本・撮影・照明・編集・監督
- 超短編映画『わかれみち』（2024年）脚本・撮影・編集・監督

## ミュージックビデオ
- 【リトルアーモリー】公式MV “Charging Hearts"（2020年）脚本・撮影・照明・編集・監督[8]
- 『咲良奏』（2021年）撮影・照明・編集・監督
- 『ひかり～だいすきだよ』（2022年）脚本・撮影・照明・編集・監督[9]
- 『イン・マイ・ワールド』（2023年）脚本・撮影・照明・編集・監督[10]

## そのほか創作活動
- 『フィクションより素敵な、ノンフィクション』～萩原佐代子に捧ぐ歌～（2022）作詞
- 舞台『だから文学だ！』（2022）撮影・編集・映像監督
- 萩原佐代子 ミニ写真集（2022）撮影
- 『怪獣プロレス』（2023 - ） 撮影・編集担当
- 【CMメイキング】『あなたをヒーローにする』（2024）
- 仲野瑠花 デジタル写真集「まるで透過光のような」(2025)
- 前田茉羽 写真集「Time capsule Back to 2021-2025」(2025)

## 出演
- トマ娘のホッと に湯～っす！（2019年11月20日放送）[11]
- Newsフェイス（KBS京都テレビ、2020年3月2日放送）
- ラジオ『旭のアキララバイ』（FMひがしくるめ、2020年11月17日放送）
- 特撮放課後SP〜実相寺昭雄特集後編 実相寺昭雄組 座談会〜こちら阿佐ヶ谷ネオ書房（2020）
- 第21回 虹の怪獣魔境～村石宏實監督登場 【ヤマダ･マサミのびっくりしゃっくり大怪獣】（2021）
- ラジオ「その時、人生は変わった！」FMひがしくるめ（2021年2月11日放送）
- 超絶戦士サプライザー　第5回「遊星より来た円盤」（2022）
- 『特捜連盟ガールズドラフト』（2023）
- 対談番組『夢のつづき、のあと』秋武裕介×宮崎龍太〜実相寺昭雄監督作品6選〜（2024）出演・撮影・照明・編集
- ラジオ「旭のアキララバイ」（FM TOKYO854 くるめラ） 毎月第4火曜日 レギュラー出演[12] (2024年5月28日～2025年3月25日)

## イベント
- 未来映画社 短編映画上映会 SAKURA祭り（2019年4月14日、シアターセブン）
- 代々木会館 DJ NIGHTS（2019年9月25日、高円寺4TH FLOOR）
- 第１回神戸インディペンデント映画祭（2019年11月30日）
- 映画『ごはん』＆『アナログ・タイムス』上映会（2020年1月19日、てあとるらぽう）
- SHOKEN NIGHT（2020年3月12日、高円寺4TH FLOOR）
- ネオ書房トークイベント 『ショーケンの時代 ～マカロニ刑事編～』（2020年4月26日、阿佐ヶ谷ネオ書房）
- 短編映画『砂城楼子のつまらないお仕事』完成記念上映会（2020年11月21日、シネマハウス大塚）
- 第２回神戸インディペンデント映画祭（2020年11月27日）
- 京まちなか映画祭2020（2020年11月27日、総本山誓願寺講堂）
- 秋武裕介監督作品短編映画2本上映、横浜旭&YAMATOミニミニライブ、ミニミニトーク（2021年2月28日、成美教育文化会館グリーンホール）
- "ひかり〜だいすきだよ" ＭＶ完成試写会＆コンサート（2022年1月16日、成美教育文化会館グリーンホール）
- Thankyou Hagiwa-lullaby AnniversaryShow（2022年12月3日、カフェジンドー）
- SF特撮映画セレクト20 秋武裕介監督特集 「SFこそ、祈り」（2023年2月23日、高円寺シアターバッカス）
- Tokyo A GoGo（2023年3月27日、高円寺グリーンアップル）
- ヒガクルフェス2024（2024年3月2日、成美教育文化会館グリーンホール）[13]
- 弁天プロ映画『あい惚れ うぬ惚れ かた惚れ おか惚れ』完成記念上映会（2024年6月15日、アップリンク京都）
- 『あい惚れ うぬ惚れ かた惚れ おか惚れ』＆『アナログ・タイムス』上映会（2024年7月14日、高円寺シアターバッカス）
- 秋武裕介監督 恋愛映画上映会『記念写真』（2024年12月7日、シネマハウス大塚）
- 東京映像旅団上映会2024（2024年12月14日、西荻シネマ準備室）
- 弁天プロ上映会2025（2025年7月20日、Collabo Earth LE9）[14]

## 関連記事・インタビュー
- あわら湯けむり映画祭　秋武監督（東京）が最高賞[15]
- 「映画刀剣乱舞-継承-」の審神者役で注目の名優！堀内正美は熱いハートの持ち主だった！[16]
- 【ズバリ！近況】「太陽にほえろ!」ロッキー刑事の木之元亮が今だから語れる「太陽」裏話と宮内淳さん[17]
- 雑誌『映画秘宝』2024年5月号[18]
- モノ・マガジンweb　激闘!! 怪獣・宇宙人・UMAたちが力の限りに戦い合う！ 『怪獣プロレス』映像監督・秋武裕介さんインタビュー：特撮ばんざい！ 第43回[19]
- 『ウルトラマン80』矢的猛役・長谷川初範さん×城野エミ役・石田えりさん×星涼子役・萩原佐代子さんインタビュー[20]